# Швенк, Пауль
Па́уль Швенк (нем. Paul Schwenk; 8 августа 1880, Мейсен — 22 августа 1960, Берлин) — немецкий политик-коммунист.

## Биография
Родом из рабочей семьи, Пауль Швенк выучился в Дрездене на слесаря, в 1905 году вступил в Социал-демократическую партию Германии, неоднократно подвергался преследованиям, лишался работы и переехал в Берлин. С 1908 года работал в партии на общественных началах, с 1912 года стал освобождённым партийным работником и работал журналистом в газете «Форвертс».
Швенк являлся противником политики гражданского мира, проводившейся СДПГ в Первую мировую войну, и активно работал в «Союзе Спартака». В 1917 году вступил в Независимую социал-демократическую партию Германии, затем в конце 1918 года — в Коммунистическую партию Германии. В НСДПГ Швенк работал редактором центральной ежедневной газеты «Свобода», занимал должность секретаря фракции в учредительном собрании Пруссии.
В мае 1924 года Швенк был избран депутатом прусского ландтага и работал в парламенте до 1933 года, некоторое время занимал должность председателя фракции КПГ, также был депутатом Берлинского городского собрания, членом окружного правления КПГ в Берлине и Бранденбурге и муниципально-политического отдела ЦК партии.
После прихода к власти национал-социалистов Швенк вместе с супругой Мартой Арендзее эмигрировал через Францию в СССР. В 1936 году во время сталинских репрессий был арестован по обвинению в шпионаже и находился в заключении до своего освобождения в 1939 году благодаря усилиям Марты Арендзее. В июне 1945 года Швенк с супругой вернулись в Германию. В 1945—1947 годах Пауль Швенк занимал должность заместителя обер-бургомистра Берлина. Избирался на незначительные должности в СЕПГ и до выхода на пенсию в 1952 году работал в министерстве промышленности ГДР. Похоронен в Мемориале социалистов на Центральном кладбище Фридрихсфельде.

## Сочинения
- 4 Jahre Weimarer Koalition in Preußen. Handbuch der Kommunistischen Fraktion des preußischen Landtages. Berlin 1928
- Die Gründung der Kommunistischen Partei Deutschlands. Berliner Genossen berichten von der Entstehg der Kommunistischen Partei Deutschlands. Berlin 1960